# Виман, Давид
Давид Леопольд Виман (швед. David Leopold Wiman; 6 августа 1884, Гётеборг — 6 октября 1950, Гётеборг) — шведский гимнаст, двукратный олимпийский чемпион.
Виман дважды выступал за Швецию на олимпиадах: в составе мужской команды по гимнастике завоевал «золото» на летних Олимпийских играх в Лондоне в 1908 году, а через четыре года повторил успех, заняв первое место в командном первенстве по шведской системе на летних Олимпийских играх 1912 в Стокгольме.